# Атаульф

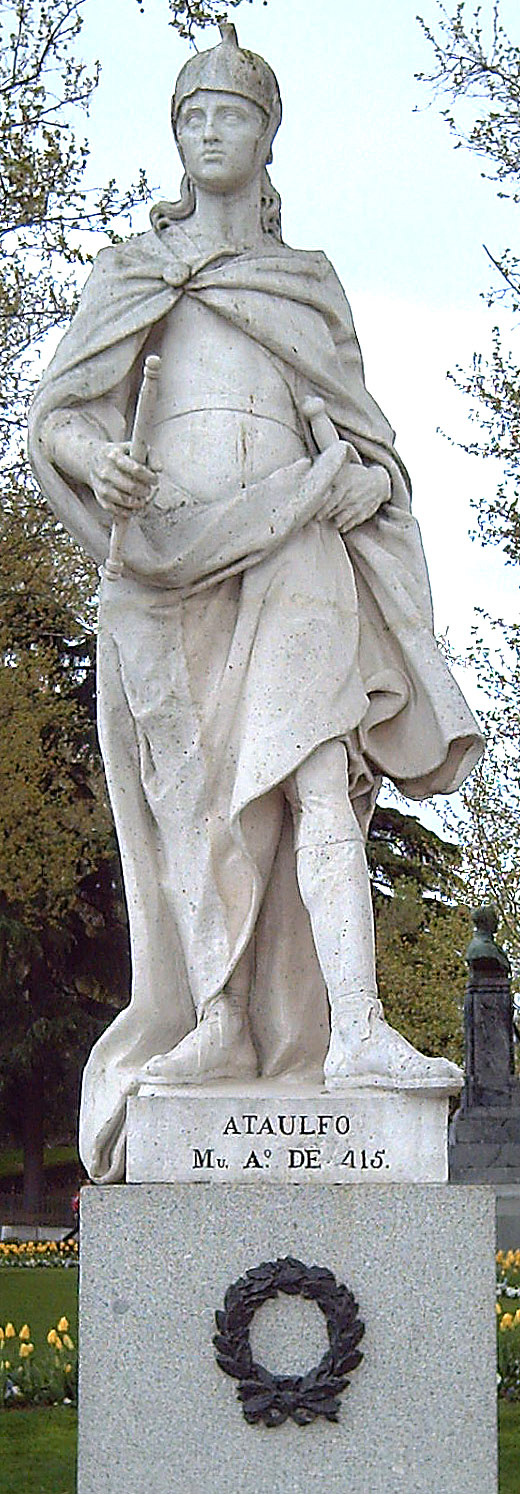
Статуя Атаульфа в Мадриді, автор Феліпе де Кастро, 1750-1753

Атаульф (лат. Ataulphus; ? — 415, Барселона) — король вестготів (410—415), обраний після смерті короля Аларіха I, що був його зведеним братом.

## Життєпис
Першою його дією було зупинення розпочатої Аларіхом I експансії готів на південь Італії. На той час Галія була відділена від Західної Римської імперії узурпатором Костянтином III. У 411 Констанцій, воєначальник імператора Гонорія разом із загонами готів, придушили бунт галлів.
Весною 412 Констанцій почав тиск на сили Атаульфа. За порадою колишнього імператора Пріска Аттала, якого Аларіх посадив на престол у Римі на противагу Гонорію у Равенні, Атаульф вивів своє військо та народ за межі Італії. Можливо Атаульф отримав якесь додаткове заохочення у вигляді золота від імператора Гонорія, а також утримував як заручника його зведену сестру Галлу Плацидію.
Опинившись в Галлії, Атаульф розпочав перемовини з новим узурпатором галлом Йовіном. Однак пізніше він дізнався, що Йовін веде перемовини з представником готської знаті Саром, який був його кревним ворогом. Тоді Атаульф несподівано напав на Сара та вбив його. Йовін проголосив свого брата Себастіана співімператором, не порадившись з Атаульфом, який, у відповідь, прийняв сторону імператора Гонорія. Військо Атаульфа і Гонорія завдало поразки загонам Йовіна. Атаульф захопив у полон Себастіана, а у 413 році полонив також Йовіна. Пізніше він вислав голови вбитих Йовіна та Себастіана Гонорію в Равенну. Після цього союз Атаульфа та Гонорія зміцнів настільки, що імператор одружив свою сестру Галлу Плацідію в 414 з королем вестготів.
За правління Атаульфа вестготи не мали якоїсь певної території, допоки не отримали у володіння Нарбонну та Тулузу у 413 році. Вестготи продовжували бути непростим союзником для Західної Римської імперії.
Воєначальник Гонорія Констанцій зіпсував стосунки римлян з Атаульфом, блокувавши морські порти Галлії. У відповідь у 415 Атаульф проголосив Пріска Аттала імператором у Бордо. Однак, морська блокада Констанція виявилась успішною, а тому Атаульф повів свій народ на північ Піренейського півострова.
Галла Плацидія подорожувала разом з Атаульфом і їхнім малолітнім сином Теодозієм, який невдовзі помер і був похований в Іспанії у срібній труні.
В Іспанії Атаульф несвідомо прийняв на службу одного з прихильників убитого ним Сара, який давно виношував план помститись за смерть свого патрона. Якогось дня він убив Атаульфа, коли той приймав ванну. Брат Сара Сігеріх негайно проголосив себе королем, однак він правив лише 7 днів і був убитий Валлією.